# Pyrausta acrionalis
Pyrausta acrionalis là một loài bướm đêm trong họ Crambidae.